# Hugh D. McIntosh
Hugh Donald „Huge Deal“ McIntosh (* 10. September 1876 in Sydney; † 2. Februar 1942 in London) war ein australischer Sportveranstalter, Zeitungsverleger und Theaterunternehmer.
McIntosh war der Sohn eines aus Schottland stammenden Polizisten, der starb, als er vier Jahre alt war und die Familie verarmt zurückließ. Er besuchte kurze Zeit die St Mary's Cathedral School der Maristenbrüder, lief im Alter von sieben Jahren mit einem wandernden Kesselflicker davon und war Goldsucher in Broken Hill. Um 1886 kehrte er nach Sydney zurück und arbeitete dort als Gehilfe eines Arztes. Daneben soll er eine Abendschule besucht haben.
Anfang der 1890er Jahre arbeitete er u. a. als Landarbeiter, Lokomotivführer und Bäckerjunge. 1893 war er Bühnensänger und Chorsänger in Maggie Moores Pantomime Sinbad the Sailor in Melbourne. Danach war ein KUchenverkäufer und Kellner in Sydney und heiratete 1897 die Zeichenlehrerin Marion Catherine Elizabeth Backhouse. 1899 übernahm er eine Cateringfirma, mit der er u. a. Rennen und Preiskämpfer in der Masonic Hall in North Sydney belieferte. Dort betrieb er auch ein Sportstudio und promotete einige Boxer.
1900–01 betätigte sich McIntosh als Cross-Radrennfahrer, und von 1903 bis 1907 war er Sekretär der League of Wheelmen of New South Wales. Zu Beginn dieser Zeit holte er den Radrennfahrer Major Taylor zur Sydney Thousand Competition. Die Ereignisse um dieses Rennen sind Gegenstand des Films Tracks of Glory, in dem McIntosh von Richard Roxburgh verkörpert wird. 1906 wurde McIntosh Caterer der Company von Charlotte Sargent. Zu Vermögen gekommen erwarb er mehrere Hotels und zog in die Park Street, eine Kandidatur als Stadtrat jedoch scheiterte.
Als 1908 die Great White Fleet Sydney besuchte, organisierte McIntosh einen Wettkampf zwischen dem Boxweltmeister im Schwergewicht Tommy Burns und dem Australier Bill Squires in einem eilig in der Rushcutters Bay errichteten Freiluftstadion. Er überzeugte dann Burns, zu einem Kampf gegen Jack Johnson im Stadion von Sydney am Boxing Day anzutreten. Er nahm den Kampf auf Film auf und führte diesen 1909 mit großem finanziellem Erfolg in Europa und den USA vor. Zu diesem Anlass erhielt er den Spitznamen Huge Deal. Er promotete dann in Australien Bob Fitzsimmons und John Wren und organisierte 1910 Wettkämpfe in London und Paris.
1911 kehrte er nach Australien zurück, um eine Laufbahn als Varietéproduzent zu beginnen. Für £ 100,000 übernahm er Harry Rickards australische Tivoli-Theaterkette und eröffnete weitere Tivolis in Adelaide und Brisbane, letzteres nach Entwürfen des neuseeländischen Architekten Henry White. Er holte Künstler aus Übersee wie Ada Reeve, W.C. Fields und Maud Allan, brachte Ragtime und Tango nach Australien und promotete die Karriere der Schauspielerin Vera Pearce, einer Nichte des künftigen Premierministers Harold Holt. Ein weiterer Versuch, mit Hilfe seiner Freunde W. M. Hughes und William A. Holman Fuß in der Politik zu fassen, war wiederum wenig erfolgreich, aber 1915 wurde er lokaler Präsident der British Empire League, und 1917 wurde er schließlich in den Legislative Council gewählt.
Mit dem Ausbruch des Ersten Weltkrieges wurde der Import von Künstlern aus Übersee praktisch unmöglich, und McIntosh konzentrierte sich auf Revuen seiner Freunde Charles B. Cochran und Florenz Ziegfeld. Die The Tivoli Follies waren enorm erfolgreich und tourten zweieinhalb Jahre durch Australien und Neuseeland. 1917 gehörte er zu den Gründern der Theatrical Proprietors’ and Managers’ Association (heute Live Performance Australia), deren Vizepräsidenten er und Ben Fuller wurden.
Ab 1917 wandte er sich musikalischen Revuen und Musicals zu. Mit The Lilac Domino und Chu Chin Chow brachte er 1919 zwei der erfolgreichsten Operetten der Zeit auf die Bühne. Letztere, in der Kamele, Esel und Tauben auf der Bühne erschienen, wurde von Oscar Asche geschrieben, und Maggie Moore und Nellie Stewart beteiligten sich an der Produktion.
Im Jahr 1916 kaufte McIntosh die Mehrheitsbeteiligung der Sunday Times Company, die auch den Referee und andere Zeitschriften herausbrachte. Er wurde Präsident der Weekly Newspapers' Association of New South Wales sowie Mitglied der  Empire Parliamentary Association und der Royal Australian Historical Society. 1921 zog er sich aus dem Theatergeschäft zurück, überließ seine Showproduktionen James Cassius Williamson und die Tivoli-Theater anderen Unternehmern.
In den folgenden Jahren führte er ein aufwändiges Leben zwischen Australien und England, versuchte sich mit wenig Erfolg als Filmproduzent und kandidierte vergeblich für einen Sitz im House of Commons. Er kam in dieser Zeit zusehends in finanzielle Schwierigkeiten. 1927 verkaufte er die Sunday Times, die Verluste machte und übernahm 1928 das Tivoli Theatre in Sydney, wo er Joe Lawman (den Vater von Toni Lamond), Roy Rene, Robert Helpmann, Don Bradman, Nellie Stewart und andere auf die Bühne brachte. Dennoch musste er das Haus 1930 bankrott schließen. 1932 wurde schließlich sein Besitz sequestriert, und er verlor den Sitz im Legislative Council.
Er versuchte sich dann erneut als Boxpromotor (mit dem jungen Talent Ambrose Palmer), organisierte einen Kampf zwischen Fred Henneberry und Ron Richards und betrieb nach dem Tod des Entertainers Stuart Dawson dessen Villa Bon Accord als Gästehaus. 1934 reiste er mit seiner Frau nach England. Dort eröffnete er 1935 die Black and White Milk Bar in der Fleet
Street in London, die er zu einer erfolgreichen Kette in Großbritannien ausbaute. 1938 endete auch dieses Unternehmen mit einem finanziellen Zusammenbruch, so dass McIntosh 1942 praktisch mittellos verstarb.